# Torneio Internacional de Tênis Campos do Jordão
Il Torneio Internacional de Tênis Campos do Jordão, noto anche come Credicard Citi MasterCard Tennis Cup per motivi di sponsorizzazione, è stato un torneo professionistico di tennis giocato sul cemento, che faceva parte dell'ATP Challenger Tour e dell'ITF Women's Circuit. Si giocava annualmente al Campos do Jordão Tênis Clube de Turismo di Campos do Jordão in Brasile. I tornei maschili si sono tenuti dal 2001 al 2011, quelli femminili dal 2011 al 2017.

## Albo d'oro

### Maschile

#### Singolare
| Anno | Campione               | Finalista             | Punteggio        |
| ---- | ---------------------- | --------------------- | ---------------- |
| 2011 | Rogério Dutra da Silva | Izak van der Merwe    | 6–4, 6(5)–7, 6–3 |
| 2010 | Izak van der Merwe     | Ricardo Mello         | 7–6(6), 6–3      |
| 2009 | Horacio Zeballos       | Thiago Alves          | 6(4)–7, 6–4, 6–3 |
| 2008 | Brian Dabul (2)        | Izak van der Merwe    | 7–5, 6(6)–7, 6–3 |
| 2007 | Brian Dabul (1)        | Michael Quintero      | 7–5, 7–5         |
| 2006 | Ricardo Mello (2)      | Ivo Klec              | 6–3, 6–4         |
| 2005 | André Sá               | Juan Martín del Potro | 6–4, 6–4         |
| 2004 | Takao Suzuki           | Giovanni Lapentti     | 6–4, 6–3         |
| 2003 | Giovanni Lapentti      | Gouichi Motomura      | 6–4, 6–0         |
| 2002 | Ricardo Mello (1)      | Maximilian Abel       | 7–6(2), 6–3      |
| 2001 | Ramón Delgado          | Daniel Melo           | 7–6(3), 6–2      |

#### Doppio
| Anno | Campioni                            | Finalisti                             | Punteggio         |
| ---- | ----------------------------------- | ------------------------------------- | ----------------- |
| 2011 | Juan Sebastián Cabal Robert Farah   | Ricardo Hocevar Júlio Silva           | 6–2, 6–3          |
| 2010 | Rogério Dutra da Silva Júlio Silva  | Vítor Manzini Pedro Zerbinni          | 7–6(3), 6–2       |
| 2009 | Joshua Goodall Samuel Groth         | Rogério Dutra da Silva Júlio Silva    | 7–6(4), 6–3       |
| 2008 | Brian Dabul Marcel Felder           | Marcio Torres Izak van der Merwe      | 6–4, 7–6(9)       |
| 2007 | Eduardo Schwank Horacio Zeballos    | John Paul Fruttero Izak van der Merwe | 3–6, 6–3, [12–10] |
| 2006 | Marcelo Melo (3) André Sá           | Jacob Adaktusson Leonardo Mayer       | 7–6(1), 7–5       |
| 2005 | Kristian Pless Aleksandar Vlaski    | Franco Ferreiro Marcelo Melo          | 7–6(5), 6–4       |
| 2004 | Ricardo Mello (2) Iván Miranda      | Alejandro Hernández André Sá          | 6–3, 6–4          |
| 2003 | Rik De Voest Giovanni Lapentti      | Carlos Berlocq Miguel Gallardo-Valles | 6–1, 7–5          |
| 2002 | Alejandro Hernández Daniel Melo (1) | Yen-Hsun Lu Danai Udomchoke           | walkover          |
| 2001 | Dejan Petrovich Andy Ram            | Adriano Ferreira Daniel Melo          | 6–3, 6–4          |

### Femminile

#### Singolare
| Anno     | Campionessa              | Finalista              | Punteggio     |
| -------- | ------------------------ | ---------------------- | ------------- |
| 2017 (2) | Nathaly Kurata           | Gabriela Cé            | 7–6(7), 6–4   |
| 2017 (1) | Gabriela Cé (2)          | Guillermina Naya       | 6–4, 7–6(3)   |
| 2016     | Daniela Seguel           | Aleksandrina Najdenova | 7–5, 4–6, 7–5 |
| 2015     | Non disputato            | Non disputato          | Non disputato |
| 2014     | Gabriela Cé (1)          | Eduarda Piai           | 6–3, 6–2      |
| 2013     | Paula Cristina Gonçalves | María Irigoyen         | 3–6, 7–5, 6–1 |
| 2012     | María Irigoyen           | Donna Vekić            | 7–5, 6–0      |
| 2011     | Verónica Cepede Royg     | Adriana Pérez          | 7–6(4), 7–5   |

#### Doppio
| Anno     | Campionesse                                        | Finaliste                                         | Punteggio           |
| -------- | -------------------------------------------------- | ------------------------------------------------- | ------------------- |
| 2017 (2) | Gabriela Cé Thaisa Grana Pedretti                  | Nathaly Kurata Eduarda Piai                       | 7–5, 6–4            |
| 2017 (1) | Ingrid Gamarra Martins (2) Camila Giangreco Campiz | Nathaly Kurata Rebeca Pereira                     | 6–3, 7–6(1)         |
| 2016     | Ingrid Gamarra Martins (1) Laura Pigossi           | Maria Fernanda Alves Luisa Stefani                | 6–3, 3–6, [10–8]    |
| 2015     | Non disputato                                      | Non disputato                                     | Non disputato       |
| 2014     | Nathaly Kurata Giovanna Tomita                     | Carolina Meligeni Alves Ingrid Gamarra Martins    | 6–3, 6–2            |
| 2013     | Paula Cristina Gonçalves María Irigoyen            | María Fernanda Álvarez Terán Maria Fernanda Alves | 7–5, 6–3            |
| 2012     | Monique Adamczak Maria Fernanda Alves              | Paula Cristina Gonçalves Roxane Vaisemberg        | 4–6, 6–3, [10–3]    |
| 2011     | Fernanda Hermenegildo Teliana Pereira              | Maria Fernanda Alves Roxane Vaisemberg            | 3–6, 7–6(5), [11–9] |